# Ainac
Ainac (en occità Ainac i en francès Aynac) és un municipi francès situat al departament de l'Òlt i a la regió d'Occitània.

## Demografia
| 1962                                       | 1968 | 1975 | 1982 | 1990 | 1999 | 2007 |
| ------------------------------------------ | ---- | ---- | ---- | ---- | ---- | ---- |
| 639                                        | 667  | 637  | 614  | 604  | 527  | 540  |
| Des de 1962: població sense dobles comptes |      |      |      |      |      |      |

## Administració
| Període   | Identitat          | Partit |
| --------- | ------------------ | ------ |
| 2001-2008 | Georges Frescaline | PRG    |
| 2008-     | Jacques Andurand   |        |